# Lutz Köhlert
Lutz Köhlert (* 20. September 1927 in Falkensee; † 27. November 2012) war ein deutscher Regisseur, Drehbuchautor und Hochschullehrer.

## Leben
Lutz Köhlert war als Drehbuchautor und Regisseur vor allem in den 1960er und 1970er Jahren für das Fernsehen der DDR tätig. Bei einigen seiner häufig propagandistischen Filme arbeitete er mit Karl-Eduard von Schnitzler als Koautor zusammen.
Köhlert lehrte von 1967 bis zu seiner Pensionierung im Jahr 1991 als Professor an der Hochschule für Film und Fernsehen „Konrad Wolf“ in Potsdam, deren Rektor er von Juli 1969 bis März 1973 war.
Sein Grab befindet sich auf dem Waldfriedhof in Kleinmachnow.

## Filmographie

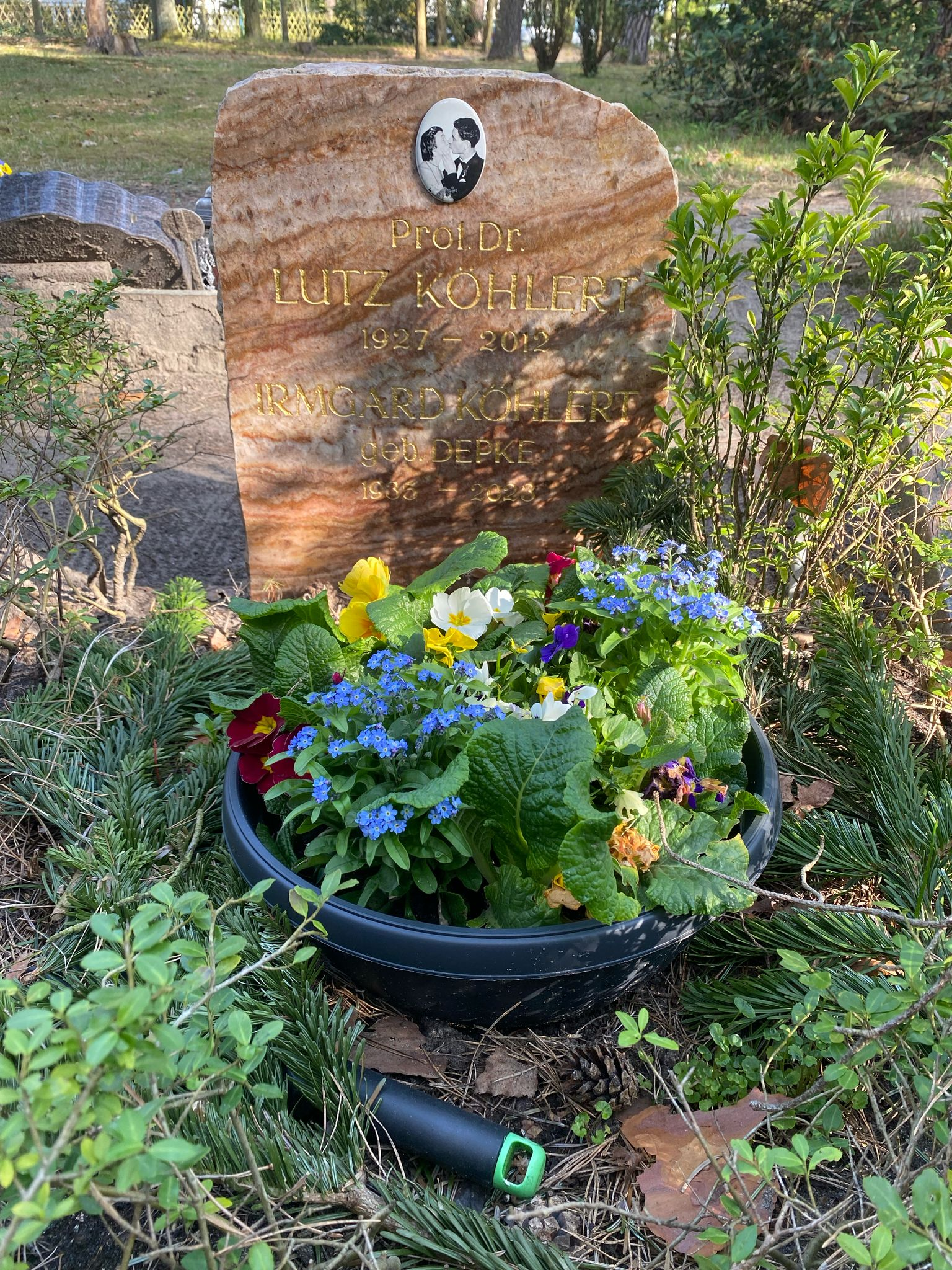
Grabstätte auf dem Waldfriedhof Kleinmachnow

- 1959: Das Stacheltier – Sensation in Glückstal (Regie, Drehbuch)
- 1960: Das Stacheltier – Die Ballade vom freien Friederich (Regie, Drehbuch)
- 1961: Ärzte (Regie)
- 1962: Menschen und Tiere (Co-Regie)
- 1963: Humphrey George (Regie, Drehbuch)
- 1963: Die Räuberbande (Regie, Drehbuch)
- 1965: Tiefe Furchen (Regie, Drehbuch)
- 1966: Der Präsident ist beleidigt (Regie, Drehbuch)
- 1967: Das Tal der sieben Monde (Drehbuch)
- 1975: Der arme Reiche, Hubert B (Regie, Drehbuch)
- 1976: Schließt mir nicht die Augen (Regie, Drehbuch)
- 1979: Die letzten Stunden von Radio Magellanes (Regie, Drehbuch)
- 1980: Unser Sprengstoff waren Flugblätter (Regie, Drehbuch)
- 1982: General ade – ein Gespräch mit Gert Bastian (Co-Regie)